# Siljan
Siljan est une commune de Norvège, située dans le comté (fylke) du Telemark.
Elle borde les kommuner de Kongsberg au nord, Lardal à l'est, Larvik au sud-est, Porsgrunn au sud et Skien à l'ouest.
Elle fait partie de la région de Grenland.

## Démographie
Siljan compte 2 362 habitants au 1er janvier 2007.

## Géographie
Le point culminant de Siljan est Rådmannen (646 m).

## Administration
Le maire de Siljan est Finn Tallakstad[Quand ?] (Arbeiderpartiet - Parti travailliste).

## Économie
Plus de la moitié des employés de Siljan travaille dans les communes voisines de Skien, Porsgrunn et Larvik.